# Coombsita
La coombsita és un mineral de la classe dels silicats. Rep el nom en honor de Douglas S. Coombs, professor de geologia de la Universitat d'Otago, a Nova Zelanda. Coombs va descriure per primera vegada canvis mineralògics progressius, especialment relacionats amb les zeolites, degut al metamorfisme sepulcral de baix grau.

## Característiques
La coombsita és un silicat de fórmula química K(Mn,Fe,Mg)13(Si,Al)18O42(OH)14. Cristal·litza en el sistema trigonal.
Segons la classificació de Nickel-Strunz, la coombsita pertany a «09.EG - Fil·losilicats amb xarxes dobles amb 6-enllaços més grans» juntament amb els següents minerals: cymrita, naujakasita, manganonaujakasita, dmisteinbergita, kampfita, strätlingita, vertumnita, eggletonita, ganofil·lita, tamaïta, zussmanita, franklinfil·lita, lennilenapeïta, parsettensita, estilpnomelana, latiumita, tuscanita, jagoïta, wickenburgita, hyttsjoïta, armbrusterita, britvinita i bannisterita.

## Formació i jaciments
Va ser descoberta a Watsons Beach, al districte de Clutha de la Regió d'Otago (Nova Zelanda). Posteriorment també ha estat descrita a Conselheiro Lafaiete, a l'estat de Minas Gerais (Brasil), i a la mina Arschitza, a la província de Suceava (Romania). Aquests tres indrets són els únics de tot el planeta on ha estat descrita aquesta espècie mineral.